# 義州駅
義州駅（ウィジュえき）は朝鮮民主主義人民共和国平安北道義州郡に位置する朝鮮民主主義人民共和国鉄道省徳峴線の駅である。

## 隣の駅
朝鮮民主主義人民共和国鉄道省
徳峴線
正門里駅 - 義州駅 - 水鎮駅